# Вятская губерния
Вя́тская губе́рния — губерния в Российской империи, Российской республике и РСФСР с центром в городе Вятке (современном Кирове). Образована в 1796 году из Вятского наместничества. 14 декабря 1929 года вошла в состав формирующегося Нижегородского края. На территории бывшей Вятской губернии расположены бо́льшие части современных Кировской области и Удмуртии.
По итогам переписи 1897 года Вятская губерния с населением свыше 3 млн человек была второй по населению губернией Российской империи, уступая только Киевской.

## География
Граничила на севере — с Вологодской, на востоке — с Пермской, на юге — с Нижегородской, Казанской и Уфимской, на западе — с Костромской губерниями и в своём составе занимала площадь всего 14 014 294 десятин (по другим исчислениям — 14 380 338, 14 518 014 или 15 526 160 дес.).

## История

### Вятская вечевая республика
На территории современной Кировской области известны стоянки в эпоху Верхнего палеолита. В VII веке до н. э. начался железный век, представленный памятниками ананьинской культуры.
В первой половине 1-го тысячелетия в бассейне реки Вятки сформировались финно-угорские племена удмуртов (в восточной части) и марийцев (в западной части), к северу от бассейна — племена коми.
В конце XII — начале XIII веков начинается заселение Вятской земли первыми русскими переселенцами, ими на берегах Вятки основаны первые русские города Никулицын, Котельнич, Хлынов. С началом монголо-татарское ига приток переселенцев резко увеличивается. Ко второй половине XIV века город Хлынов становится центром Вятской земли.
В 1378 году по договору между вятской знатью и суздальско-нижегородским князем Дмитрием Константиновичем Вятская земля становится его вотчиной. После смерти князя в 1383 году в ходе междоуспобной войны Нижегородское княжество отошло его брату Борису Константиновичу, а Суздальское княжество и Вятская земля — детям Семёну Дмитриевичу и Василию Кирдяпе. В войне с племянником, московским князем Василием I братья потерпели поражение, но сохранили за собой Вятскую землю. В 1401 году умирает Семён Дмитриевич, в 1403 году — Василий Кирдяпа. После их смерти Василий I присоединяет Вятскую землю к Великому княжеству Московскому.
После смерти Василия I в 1425 году в ходе противостояния между галицкой и московской группировками Вятка участвует на стороне галицких князей. После поражения галицкой группировки в [1452 году власть в Вятке переходит к местным боярам и купцам. В 1455—1457 годах в городе строится деревянный кремль. В 1457 году московский князь Василий II пытается взять город, но терпит поражение. В 1459 году он совершает второй поход против Вятки, после продолжительной осады город сдаётся. Вятская земля присоединена к Московскому государству с сохранением местного самоуправления. В 1485 году власть в городе переходит к сепаратистам по главе с Иоанном Аникиевым. После двух походов в 1487 и 1489 годах город берут войска Ивана III Великого, заговорщиков казнят, а вятская знать переселяется в Подмосковье. Вятская земля окончательно включена в состав централизованного Русского государства.

### Вятская земля в Русском царстве
В 1708—1710 годах Пётр Первый разделил страну на 7 больших губерний. Вятская земля, поделённая на уезды, была разделена между Сибирской, Казанской и Архангелогородской губерниями. В Сибирскую губернию вошли основные вятские территории — Хлыновский, Слободской, Котельничский, Орловский, Шестаковский и Кайгородский уезды. Южные территории — Яранский, Уржумский, Царевосанчурский и Малмыжский уезды — оказались в Казанской губернии. Северные самоуправляемые Лальская и Лузская волости отошли к Архангелогородской губернии.
Первым губернатором Сибирской губернии был назначен Матвей Петрович Гагарин. Согласно реформе губернским центром становился Тобольск, но Матвей Гагарин предпочёл ему Вятку, прибыв в неё в 1711 году и пробыв в ней до 1715 года, осуществляя отсюда управление вверенной ему губернией. В это время Вятка была фактическим центром Сибирской губернии.
В 1719 году новая реформа разделила губернии на провинции. В Сибирской губернии были образованы 3 провинции: Вятская, Соликамская и Тобольская. Вятская провинция состояла из 7 дистриктов (уездов): Хлыновского, Слободского, Котельничского, Орловского, Шестаковского, Кайгородского и Кунгурского. Южные вятские земли в Казанской губернии вошли в Казанскую провинцию. В 1721 году Кунгурский дистрикт был передан из Вятской провинции в Соликамскую ввиду большого расстояния между Кунгуром и Хлыновом.

### Вятская губерния в Российской империи
В 1727 году Вятская провинция перешла из Сибирской губернии в Казанскую, что сблизило экономически тяготевшие друг к другу северные и южные районы Вятского края, находящегося в единой речной системе Вятки.
В 1780 году в ходе административной реформы Екатерины II 1775 года, из Вятской провинции и частей Свияжской и Казанской провинций Казанской губернии было образовано Вятское наместничество. По этому поводу город Хлынов высочайшим указом императрицы был переименован в губернский город Вятку.
В 1796 году Вятское наместничество было преобразовано в Вятскую губернию.
В 1838 начали издаваться «Вятские губернские ведомости».
В 1848—1855 в Вятке в ссылке находился писатель Михаил Салтыков-Щедрин, он служил чиновником губернского правления. Под впечатлением от пребывания в Вятке им были написаны «Губернские очерки».
В 1867 введено земство.
Вятская губерния была в числе 17 регионов, признанных серьёзно пострадавшими во время голода 1891—1892 годов.

### Вятская губерния в РСФСР
В 1918 году был образован Советский уезд. На территории губернии произошло Ижевско-Воткинское восстание.
В 1919 году был образован Северо-Вятский горный округ, просуществовавший 1 год.
В 1920 году Елабужский, Сарапульский и Глазовский уезды, а также части Малмыжского, Уржумского и Яранского уездов отошли к Пермской губернии, Татарской АССР, Вотской и Марийской АО.
В 1921 году был образован Омутнинский уезд.
В 1923 году Орловский уезд переименован в Халтуринский.
В 1924 году был упразднён Советский уезд, а в 1928 году — Уржумский уезд, с передачей его территории Нолинскому и Малмыжскому уездам.
В 1929 году Вятская губерния и все её уезды были упразднены, а их территория вошла в Нижегородский край РСФСР.

## Административное деление
Вятское наместничество, образованное в 1775 году, делилось на 13 уездов: Вятский, Орловский, Глазовский, Сарапульский, Елабужский, Слободской, Кайгородский, Уржумский, Котельничский, Царевосанчурский, Малмыжский, Яранский и Нолинский. При образовании губернии в 1796 году, Кайгородский и Царевосанчурский уезды были упразднены. Таким образом, до 1918 года в состав губернии входило 11 уездов:
| № п/п | Уезд          | Уездный город          | Герб уездного города | Площадь, кв. вёрст | Население (1897), чел. |
| ----- | ------------- | ---------------------- | -------------------- | ------------------ | ---------------------- |
| 1     | Вятский       | Вятка (24 089 чел.)    |                      | 5224,1             | 198 490                |
| 2     | Глазовский    | Глазов (3220 чел.)     |                      | 25 166,3           | 373 948                |
| 3     | Елабужский    | Елабуга (9384 чел.)    |                      | 7729,0             | 242 199                |
| 4     | Котельничский | Котельнич (4055 чел.)  |                      | 10 066,6           | 281 968                |
| 5     | Малмыжский    | Малмыж (3303 чел.)     |                      | 14 651,0           | 284 046                |
| 6     | Нолинский     | Нолинск (4148 чел.)    |                      | 5806,1             | 191 211                |
| 7     | Орловский     | Орлов (2932 чел.)      |                      | 12 974,2           | 219 580                |
| 8     | Сарапульский  | Сарапул (20 698 чел.)  |                      | 13 108,1           | 408 225                |
| 9     | Слободской    | Слободской (9151 чел.) |                      | 24 092,2           | 218 246                |
| 10    | Уржумский     | Уржум (4190 чел.)      |                      | 10 174,0           | 291 468                |
| 11    | Яранский      | Яранск (4808 чел.)     |                      | 11 519,0           | 373 406                |

### Заштатный город
Также в Вятской губернии существовал один заштатный город. Он назывался Царевосанчурск.
| Город          | Население (1897) | Входил в      | Герб |
| -------------- | ---------------- | ------------- | ---- |
| Царевосанчурск | 1400 чел.        | Яранский уезд |      |

### Бывший город
| Город    | Население (1897) | Входит в        | Герб |
| -------- | ---------------- | --------------- | ---- |
| Кайгород | 761 чел.         | Слободской уезд | альт |

До 1802 года в Вятской губернии существовал Кайгородский уезд. Однако его административный центр Кайгород, став заштатным городом, сохранял этот статус до 1854 года. В том же году он стал селом Кай.

## Руководство губернии

### Генерал-губернаторы
| Ф. И. О.                              | Титул, чин, звание                                     | Время замещения должности |
| ------------------------------------- | ------------------------------------------------------ | ------------------------- |
| Ступишин Алексей Алексеевич           | генерал-поручик                                        | 1780—1782                 |
| Ребиндер Иван Михайлович              |                                                        | 1783                      |
| Мещерский Платон Степанович           | князь, генерал-аншеф                                   | 1785—1792                 |
| Голенищев-Кутузов Михаил Илларионович | генерал-поручик                                        | 1793—1796                 |
| Модерах Карл Фёдорович                | тайный советник, генерал-губернатор Пермский и Вятский | 21.09.1804—27.03.1811     |

### Правители наместничества
| Ф. И. О.                 | Титул, чин, звание               | Время замещения должности |
| ------------------------ | -------------------------------- | ------------------------- |
| Жихарев Степан Данилович | генерал-майор                    | 01.01.1780 — 08.04.1785   |
| Желтухин Фёдор Фёдорович | действительный статский советник | 08.04.1785 — 01.04.1796   |
| Зиновьев Сергей Никитич  | действительный статский советник | 01.04.1796 — 05.09.1798   |

### Губернаторы
| Ф. И. О.                         | Титул, чин, звание                                          | Время замещения должности |
| -------------------------------- | ----------------------------------------------------------- | ------------------------- |
| Ренжин Павел Петрович            | действительный статский советник                            | 05.09.1798 — 12.04.1800   |
| Латышев Алексей Семёнович        | тайный советник                                             | 12.04.1800 — 08.02.1802   |
| Рунич Павел Степанович           | тайный советник                                             | 08.02.1802 — 31.08.1804   |
| Болгарский Василий Иванович      | действительный статский советник                            | 02.09.1804 — 15.04.1808   |
| Брадке Фёдор Иванович            | действительный статский советник                            | 03.07.1808 — 23.03.1816   |
| Добринский Павел Михайлович      | действительный статский советник                            | 23.03.1816 — 23.12.1824   |
| Рыхлевский Андрей Иванович       | действительный статский советник                            | 08.01.1825 — 24.01.1830   |
| Ренкевич Ефим Ефимович           | действительный статский советник                            | 24.01.1830 — 19.03.1834   |
| Тюфяев Кирилл Яковлевич          | действительный статский советник                            | 13.04.1834 — 29.05.1837   |
| Корнилов Александр Алексеевич    | действительный статский советник                            | 01.06.1837 — 27.02.1838   |
| Хомутов Иван Петрович            | действительный статский советник                            | 27.02.1838 — 02.10.1840   |
| Мордвинов Александр Николаевич   | действительный статский советник                            | 10.10.1840 — 30.08.1842   |
| Середа Аким Иванович             | действительный статский советник                            | 06.12.1843 — 08.04.1851   |
| Семёнов Николай Николаевич       | действительный статский советник                            | 08.04.1851 — 22.11.1857   |
| Муравьёв Николай Михайлович      | действительный статский советник                            | 22.11.1857 — 06.09.1859   |
| Клингенберг Михаил Карлович      | в звании камергера, действительный статский советник        | 06.09.1859 — 04.01.1863   |
| Струков Владимир Николаевич      | генерал-лейтенант                                           | 10.01.1863 — 08.03.1866   |
| Компанейщиков Николай Васильевич | действительный статский советник                            | 11.03.1866 — 14.03.1869   |
| Чарыков Валерий Иванович         | в звании камергера, действительный статский советник        | 14.03.1869 — 05.12.1875   |
| Тройницкий Николай Александрович | действительный статский советник                            | 02.01.1876 — 13.07.1882   |
| Волков Аполлон Николаевич        | действительный статский советник                            | 15.07.1882 — 05.02.1887   |
| Анисьин Алексей Фёдорович        | действительный статский советник                            | 05.02.1887 — 02.08.1894   |
| Трепов Фёдор Фёдорович           | генерал-майор                                               | 04.08.1894 — 09.07.1896   |
| Клингенберг Николай Михайлович   | действительный статский советник                            | 11.07.1896 — 19.10.1901   |
| Хомутов Павел Фёдорович          | статский советник (действительный статский советник), и. д. | 19.10.1901 — 23.12.1904   |
| Левченко Александр Георгиевич    | действительный статский советник                            | 23.12.1904 — 19.05.1906   |
| Горчаков Сергей Дмитриевич       | князь, действительный статский советник                     | 10.06.1906 — 27.03.1909   |
| Камышанский Пётр Константинович  | действительный статский советник                            | 06.04.1909 — 02.11.1910   |
| Страховский Иван Михайлович      | действительный статский советник                            | 02.11.1910 — 1915         |
| Чернявский Андрей Гавриилович    | коллежский советник                                         | 23.06.1914—30.10.1915     |
| Руднев Николай Андреевич         | действительный статский советник                            | 1916—1917                 |

### Вице-губернаторы
| Ф. И. О.                              | Титул, чин, звание                                              | Время замещения должности |
| ------------------------------------- | --------------------------------------------------------------- | ------------------------- |
| Гористовцев Пётр Амвросиевич          | статский советник                                               | 10.05.1780 — 06.07.1794   |
| Карачинский Иван Яковлевич            | коллежский советник                                             | 06.07.1794 — 28.01.1797   |
| Кулебакин Александр                   | действительный статский советник                                | 31.01.1797 — 27.03.1797   |
| Голохвастов Яков Алексеевич           | коллежский советник                                             | 30.05.1797 — 28.04.1798   |
| Волк Иван Максимович                  | действительный статский советник                                | 03.05.1798 — 20.08.1799   |
| Кривский Пётр Андреевич               | статский советник                                               | 05.09.1799 — 25.08.1800   |
| Заварицкий Никифор Михайлович         | статский советник                                               | 25.08.1800 — 13.03.1802   |
| Лазарев Павел Гаврилович              | коллежский советник                                             | 13.03.1802 — 03.05.1805   |
| Штакельберг Фёдор Адамович            | статский советник                                               | 03.05.1805 — 21.06.1811   |
| Станиславский Кирилл Сергеевич        | статский советник                                               | 14.08.1811 — 22.08.1817   |
| Жмакин Александр Яковлевич            | статский советник                                               | 22.08.1817 — 29.07.1821   |
| Ермолаев Дмитрий Иванович             | статский советник                                               | 29.07.1821 — 31.07.1825   |
| Пефт Гавриил Васильевич               | надворный советник                                              | 31.07.1825 — 25.02.1827   |
| Афанасьев Александр Лаврентьевич      | действительный статский советник                                | 25.02.1827 — 14.10.1837   |
| Коссович Яков Андреевич               | статский советник                                               | 11.10.1837 — 01.01.1838   |
| Васильев Пётр Михайлович              | коллежский советник                                             | 16.04.1838 — 24.10.1839   |
| Падарин Андрей Максимович             | статский советник                                               | 30.10.1839 — 08.03.1845   |
| Костливцев Сергей Александрович       | статский советник                                               | 08.03.1845 — 21.02.1851   |
| Болтин Аполлон Петрович               | статский советник                                               | 06.03.1851 — 01.09.1853   |
| Муравьёв Пётр Матвеевич               | статский советник                                               | 01.09.1853 — 22.01.1854   |
| Батурин Дмитрий Иванович              | действительный статский советник                                | 03.02.1854 — 09.07.1873   |
| Домелунксен Фёдор Николаевич          | коллежский советник                                             | 27.07.1873 — 15.10.1879   |
| Ратьков-Рожнов Всеволод Александрович | действительный статский советник                                | 30.11.1879 — 17.08.1895   |
| Новосельский Николай Николаевич       | в звании камергера, статский советник                           | 17.08.1895 — 20.04.1902   |
| Леонтьев Иван Михайлович              | камергер, статский советник                                     | 18.06.1902 — 10.08.1902   |
| Миркович Владимир Михайлович          | в звании камер-юнкера, надворный советник (коллежский советник) | 10.08.1902 — 23.12.1905   |
| Комаровский Виктор Владимирович       | граф, церемониймейстер                                          | 23.12.1905 — 26.11.1907   |
| Григорьев Дмитрий Дмитриевич          | статский советник                                               | 26.11.1907 — 31.12.1910   |
| Дьяченко Сергей Сергеевич             | статский советник                                               | 31.12.1910 — 14.01.1913   |
| Ден Виктор Эдуардович                 | статский советник                                               | 14.01.1913 — 1914         |
| Тизенгаузен Дмитрий Орестович         | барон, статский советник                                        | 1914—1915                 |
| Кандидов Павел Петрович               | статский советник                                               | 1915—1917                 |

### Председатели Вятского губисполкома
Председатели Вятского губисполкома:
| Ф. И. О.                                                                            | Время замещения должности   |
| ----------------------------------------------------------------------------------- | --------------------------- |
| Попов Михаил Михайлович — партийный деятель                                         | январь — апрель 1918        |
| Попов Иван Васильевич (1894—1952) — революционер, партийный и хозяйственный деятель | май — июнь 1918             |
| Родигин Иван Фёдорович                                                              | июль — август, октябрь 1918 |
| Эльцин Виктор Борисович                                                             | сентябрь 1918               |
| Акулов Иван Алексеевич                                                              | ноябрь 1918 — январь 1919   |
| Новосёлов Степан Андреевич                                                          | январь — июль 1919          |
| Шиханов Павел Иванович                                                              | июль 1919 — март 1920       |
| Вейцер Израиль Яковлевич                                                            | март 1920 — май 1921        |
| Спундэ Александр Петрович                                                           | июнь 1921 — июнь 1922       |
| Попов Степан Кузьмич                                                                | июнь 1922 — март 1923       |
| Лизарев Фёдор Семёнович                                                             | март 1923 — апрель 1924     |
| Панфилов Василий Николаевич                                                         | июнь 1924 — ноябрь 1925     |
| Груздев Никифор Киприанович                                                         | ноябрь 1925 — март 1926     |
| Позднышев Александр Никитич                                                         | март 1926 — апрель 1927     |
| Недзвецкий Фёдор Трофимович                                                         | май 1927 — март 1929        |
| Колпаков Иван Павлович                                                              | март — июль 1929            |

## Демография
Население и национальный состав по уездам в 1897 году.
| Уезды            | русские | удмурты | марийцы | татары | коми-пермяки | башкиры | тептяри |
| ---------------- | ------- | ------- | ------- | ------ | ------------ | ------- | ------- |
| Губерния в целом | 77,4 %  | 12,5 %  | 4,8 %   | 4,1 %  | …            | …       | …       |
| Вятский          | 99,5 %  | …       | …       | …      | …            | …       | …       |
| Глазовский       | 54,7 %  | 41,6 %  | …       | 2,1 %  | 1,5 %        | …       | …       |
| Елабужский       | 53,3 %  | 21,9 %  | 3,1 %   | 16,3 % | …            | 3,7 %   | 1,7 %   |
| Котельничский    | 99,7 %  | …       | …       | …      | …            | …       | …       |
| Малмыжский       | 53,8 %  | 23,8 %  | 3,7 %   | 18,6 % | …            | …       | …       |
| Нолинский        | 99,9 %  | …       | …       | …      | …            | …       | …       |
| Орловский        | 97,6 %  | …       | …       | …      | 2,4 %        | …       | …       |
| Сарапульский     | 71,3 %  | 24,0 %  | …       | 1,8 %  | …            | 1,2 %   | …       |
| Слободской       | 95,0 %  | 2,9 %   | …       | 2,0 %  | …            | …       | …       |
| Уржумский        | 69,5 %  | …       | 25,3 %  | 4,8 %  | …            | …       | …       |
| Яранский         | 86,0 %  | …       | 13,9 %  | …      | …            | …       | …       |

Динамика численности населения губернии по годам:
| Год       | 1851      | 1858      | 1897      | 1910      |
| --------- | --------- | --------- | --------- | --------- |
| Население | 1 818 752 | 2 123 904 | 3 082 788 | 3 747 000 |

## Экономика
Основным занятием жителей губернии было земледелие (главные сельскохозяйственные культуры: рожь, овёс, ячмень, лён, конопля). Помещичье землевладение было развито слабо (в основном в южных уездах); большая часть земель была собственностью казны. После крестьянской реформы 1861 года помещикам принадлежало около 6 % земель (в 1905 году — 2,4 %). Средний душевой надел бывших помещичьих крестьян — 2,8 десятины, бывших дворцовых и удельных крестьян — 3,8 десятины, бывших государственных крестьян — от 3 до 10 десятин.
С середины XVIII века развивалась горнодобывающая, металлургическая и металлообрабатывающая промышленность (крупнейшие предприятия — Ижевский оружейный завод, Воткинский завод (оба — казённые), Омутнинские и Холуницкие частные чугунолитейные и железоделательные заводы).
Заметную роль в экономике губернии играли также лесное хозяйство и деревообработка.
Были развиты промыслы: скорняжный, кожевенный, изготовление одежды и обуви, глиняных изделий (деревня Дымково Вятского уезда), плетение кружев (село Кукарка Яранского уезда). В конце XIX века в губернии было свыше 160 тыс. кустарей, которые производили продукции на 16 млн рублей в год.
Распространённым было отходничество (в конце XIX века в «отход» уходили около 200 тыс. человек ежегодно).
Главными торговыми центрами губернии были Вятка, Сарапул, Яранск. В конце XIX века в губернии существовало больше 630 ярмарок и торжков (крупнейшая ярмарка — Алексеевская в Котельниче (с 1843 года) с оборотом свыше 2 млн руб.) Развитию губернии способствовало установление регулярного пароходного сообщения по Каме (1846) и Вятке (1861), постройка линий Пермской (1899) и Северной (1906; до 1907 называлась Московско-Ярославской) железных дорог. В 1897 году из губернии было вывезено товаров на 16,5 млн руб. (половина этой суммы приходилась на продукцию сельского хозяйства и промышленное сырьё)

## Известные вятчане
- Киров Сергей Миронович (1886—1934) — государственный и политический деятель, первый секретарь Ленинградского обкома ВКП(б), член Политбюро ВКП(б) СССР. Родился в городе Уржуме Уржумского уезда
- Молотов Вячеслав Михайлович (1890—1986) — государственный и политический деятель, председатель Совета Народных комиссаров СССР, нарком и министр иностранных дел СССР. Родился в слободе Кукарке (современный город Советск) Яранского уезда.
- Варгина Зоя Константиновна (1918—2009) — начальник управления лесного хозяйства Молдавской ССР
- Клафтон Александр Константинович (1871—1920) — общественный и политический деятель, руководитель Восточного комитета Партии народной свободы (кадетов). Родился в городе Вятке.
- Любовиков Михаил Константинович (1887—1974}) — революционный и партийный деятель, комиссар милиции, главный арбитр Госарбитража Кировской области, почётный гражданин города Кирова. Родился в городе Вятке.
- Носов, Иван Дмитриевич (1801—1883) — крупный российский промышленник XIX века, купец 1-й гильдии, филантроп. Родился в Яранске.
- Пашкин Николай Семёнович (1910—2002) — государственный и политический деятель. Первый секретарь Костромского обкома ВКП(б), председатель Ярославского и Липетского облисполкомов. Родился в деревне Пашкины Слободского уезда.
- Созонов Егор Сергеевич (1879—1910) — революционер, эсер. Родился в селе Петровское Уржумского уезда.
- Соломин Николай Александрович (1896 — после 1924) — второй нарком призрения Вятской губернии, левый эсер. Родился в городе Яранске.
- Тихомиров Николай Михайлович (1857—1900) — строитель, инженер-путеец, общественный деятель, один из основателей Новониколаевска (современный Новосибирск). Родился в городе Вятке.
- Хохряков Павел Данилович (1893—1918) — революционер, большевик. Родился в деревне Хохряковской Вятского уезда
- Чадаев Яков Ермолаевич (1904—1985) — государственный деятель, экономист, доктор экономических наук, кавалер 6 орденов. Родился в посёлке Омутнинском (современный город Омутнинск) Глазовского уезда.
- Чайковский Николай Васильевич (1850—1926) — революционер, эсер, председатель Временного Правительства Северной области. Родился в городе Вятке.
- Чарыков Николай Валерьевич (1855—1930) — дипломат, действительный статский советник, сенатор, Чрезвычайный и полномочный посол Российской империи в Османской империи. Философ и историк, действительный член Русского исторического общества. Родился в городе Вятке.

- Вершинин Константин Андреевич (1900—1973) — Главный маршал авиации, главнокомандующий Военно-воздушных сил СССР, кавалер 16 орденов. Родился в деревне Боркино Яранского уезда.
- Говоров Леонид Александрович (1897—1955) — Маршал Советского Союза, полководец Великой Отечественной войны, кавалер 14 отечественных и 3 иностранных орденов. Родился в деревне Бутырки Яранского уезда.
- Бельтюков Виктор Петрович (1924—1990) — советский военачальник, участник Великой Отечественной войны, генерал-майор[16].
- Бронников Михаил Максимович (1911—1983) — советский военный деятель, Генерал-майор, Герой Советского Союза.
- Дорофеев Анатолий Васильевич (1920—2000) — Герой Российской Федерации. Родился в деревне Лызгач, Юрьянский район, Орловский уезд.
- Дудоров, Тимофей Дмитриевич (1906—1983) — советский военачальник, генерал-майор.
- Захватаев Никанор Дмитриевич (1898—1955) — генерал-полковник, участник Первой мировой, Гражданской и Великой Отечественной войн, кавалер 4 орденов Российской империи и 9 орденов Советского Союза. Начальник штаба Приморского и Белорусского военных округов, командующий войсками Донского военного округа, зам. начальника Генерального штаба ВС СССР. Родился в деревне Гари Малмыжского уезда.
- Зашихин Гавриил Савельевич (1898—1950) — генерал-полковник, полководец Великой Отечественной войны, кавалер 7 орденов. Родился в деревне Лумпун Глазовского уезда.
- Исупов Александр Филиппович (1905—1945) — гвардии-полковник. Командир 306 Краснознамённой авиационной штурмовой дивизии. Один из организаторов восстания военнопленных в фашистском концентрационном лагере Маутхаузен. Зверски замучен (С. С. Смирнов «Герои блока смерти»). Кавалер трёх Орденов Красного Знамени и Ордена Красной Звезды. Родился в деревне Исупово Котельнического уезда.
- Крысов Василий Семёнович (1922—2013) — советский офицер, танкист-ас. За годы Великой Отечественной войны уничтожил 19 танков.
- Садаков Павел Сергеевич (1916—1944) — Герой Советского Союза.
- Тухаринов Юрий Владимирович (1927—1998) — генерал-полковник, замком Туркестанского военного округа, командующий 40-й общевойсковой армией. Руководил вводом советских войск в Афганистан в 1979 году. Награждён 3 орденами. Родился в городе Вятке.
- Чемоданов Степан Иванович (1909—1996) — советский военачальник, генерал-майор авиации.

- Алдан-Семёнов Андрей Игнатьевич (1908—1985) — советский писатель. Родился в деревне Шунгур Уржумского уезда.
- Васнецов Аполлинарий Михайлович (1856—1933) — художник и искусствовед, мастер исторической живописи. Родился в селе Рябово Вятского уезда.
- Васнецов Виктор Михайлович (1848—1926) — художник и архитектор, мастер живописи на исторические темы. Родился в селе Лопьял Уржумского уезда.
- Грин Александр Степанович (1880—1932) — русский и советский писатель
- Чайковский Пётр Ильич (1840—1893) — всемирно известный композитор и дирижёр. Родился в поселении при Воткинском заводе (современный Воткинск) Сарапульского уезда.
- Бажин Николай Федотович (1843—1908) — писатель-реалист. Родился в городе Вятке.
- Ванслов Виктор Владимирович (1923—2019) — балетовед, доктор искусствоведения, профессор, действительный член и член Президиума Российской академии художеств. Лауреат Государственной премии РФ в области культуры. Родился в городе Вятке.
- Васнецов Александр Михайлович (1861—1927) — фольклорист и народный учитель. Родился в селе Рябово Вятского уезда.
- Ведерников Александр Филиппович (1927—2018) — оперный певец, народный артист СССР (1976)
- Гужавин Михаил Маркелович (1888—1931) — художник-живописец и график. Родился в селе Шурма Уржумского уезда.
- Гущин Николай Михайлович (1888—1965) — художник, близкий в творчестве к символизму. Родился в селе Талоключинское Нолинского уезда.
- Исупов Алексей Владимирович (1889—1957) — русский живописец и график.
- Катаев Виталий Витальевич (1925—1999) — дирижёр, профессор. Возглавлял Симфонический оркестр радио и телевидения Карелии, Государственный Академический симфонический оркестр Белоруссии и Государственный духовой оркестр России. Родился в городе Вятке.
- Кожевников Алексей Венедиктович (1891—1980) — писатель направления социалистического реализма, лауреат Сталинской премии. Родился в деревне Хабазы Уржумского езда.
- Костров Ермил Иванович (1755—1796) — поэт, первый переводчик «Илиады» Гомера (1787, 1811).
- Лаптев Юрий Григорьевич (1903—1984) — писатель направление социалистического реализма, лауреат Сталинской премии. Родился в городе Вятке.
- Лобовиков Сергей Александрович (1870—1941) — выдающийся фотохудожник, один из основателей российской художественной фотографии.
- Ляпунов Борис Валерианович (1921—1972) — писатель-фантаст, популяризатор исследования космоса. Родился в городе Вятке.
- Любовиков Овидий Михайлович (1924—1995) — поэт-фронтовик, писатель и журналист, член Союза писателей СССР. Родился в селе Усть-Чепца (ныне город Кирово-Чепецк) Слободского уезда.
- Падарин Николай Михайлович (1867—1918) — актёр театра. Родился в городе Вятке.
- Селюнин Василий Илларионович (1927—1994) — советский и российский публицист, экономический обозреватель.
- Соломин Пётр Михайлович (1839—1871) — поэт Вятской земли. Родился в городе Яранске.
- Столбов Александр Сергеевич (род. 1929) — художник-живописец, член Санкт-Петербургского Союза художников, представитель ленинградской школы живописи. Родился в городе Вятке
- Хохряков Николай Николаевич (1857—1928) — художник, пейзажист.
- Шишкин Иван Иванович (1832—1898) — художник, пейзажист.

- Исакова Мария Григорьевна (1918—2011) — спортсменка-конькобежец, трёхкратная чемпионка мира и шестикратная чемпионка СССР по классическому многоборью. Заслуженный мастер спорта СССР. Родилась в городе Вятке.

- Бакулев Александр Николаевич (1890—1967) — хирург, основатель Института сердечно-сосудистой хирургии, президент АМН СССР (1953—1960).
- Бехтерев Владимир Михайлович (1857—1927) — русский медик-психиатр, невропатолог, физиолог, психолог, основоположник рефлексологии и патопсихологического направления в России, академик. Родился в селе Сорали Елабужского уезда.
- Ванеев Анатолий Николаевич (род. 1925) — библиотековед, доктор педагогических наук, профессор. Родился в городе Вятке.
- Гольдин Лев Лазаревич (1919—2003) — учёный-физик, профессор, лауреат Государственной премии СССР, преподаватель МФТИ. Родился в селе Белая Холуница (ныне город) Слободского уезда.
- Гусев Матвей Матвеевич (1826—1866) — астроном, один из пионеров астрофизики. Родился в городе Вятке.
- Домрачёва Лидия Михайловна (1911—2006) — врач-невропатолог, заслуженный врач УССР, кавалер 4 орденов. Родилась в селе Архангельском Котельничского уезда.
- Драверт Пётр Людовикович (1879—1945) — геолог, этнолог и поэт. Родился в городе Вятке.
- Зеленин Дмитрий Константинович (1878—1950) — этнограф, профессор, участник Вятской учёной архивной комиссии, преподаватель кафедры этнографии Ленинградского университета. Родился в селе Люк Сарапульского уезда.
- Изергин Пётр Васильевич (1870—1936) — врач, доктор медицинских наук, Герой Труда, директор детского костно-туберкулёзного санатория в Алупке. Родился в селе Высокогорском Котельничского уезда.
- Каринский Николай Михайлович (1873—1935) — славист, палеограф, диалектик, доктор языкознания. Член-корреспондент Академии наук СССР. Родился в городе Вятке.
- Курнаков Николай Семёнович (1860—1941) — физикохимик, профессор, академик Петербургской академии наук и Академии наук СССР. Создатель физико-химического анализа, лауреат Ленинской и Сталинской премий. Родился в городе Нолинск Нолинского уезда.
- Михеев Михаил Николаевич (1905—1989) — физик, доктор технических наук, лауреат Сталинской премии. Родился в станционном посёлке Зуевка, Слободской уезд.
- Ощепков Павел Кондратьевич (1908—1992) — физик, профессор, доктор технических наук, заслуженный деятель науки и техники РСФСР. Основатель отечественной радиолокации и интроскопии. Родился в деревне Зуевы Ключи Сарапульского уезда.
- Пальчинский Пётр Иоакимович (1875—1929) — учёный, инженер и экономист, анархист, «Герой Труда».
- Плетнёва Светлана Александровна (1926—2008) — археолог, доктор исторических наук, профессор. Специализировалась на изучении хазар. Лауреат Государственной премии СССР. Родилась в городе Вятке.
- Свечников Василий Николаевич (1891—1981) — учёный-металловед, профессор, академик Академии наук Украинской ССР, лауреат Государственной премии УССР.
- Сперанский Алексей Дмитриевич (1888—1961) — учёный-медик, академик Академии наук СССР и Академии медицинских наук СССР, лауреат Сталинской премии. Родился в городе Уржуме Уржумского уезда.
- Спицын Александр Андреевич (1858—1931) — археолог, член-корреспондент АН СССР (1927), крупнейший специалист по средневековым русским надписям.
- Трошин Григорий Яковлевич (1874—1939) — учёный-невропатолог, специализировался на работе с умственно-отсталыми детьми. Родился в Елабужской уезде.
- Фармаковский Борис Владимирович (1870—1928) — историк искусства и археолог, член-корреспондент Петербургской академии наук, Академии наук СССР. Родился в городе Вятке.
- Шильников Кузьма Афиногенович (1901—1989) — учёный-горняк, доктор технических наук, ректор Новочеркасский политехнический институт.
- Шишкин Борис Константинович (1886—1963) — учёный-ботаник, доктор биологических наук, член-корреспондент Академии наук СССР, лауреат Сталинской премии. Родился в слободе Кукарке (современный Советск) Яранского уезда.
- Янин Валентин Лаврентьевич (род. 1929) — историк и археолог, доктор исторических наук, профессор, действительный член Российской академии наук. Член специализированного совета Института археологии РАН и научный руководитель новгородского филиала института. Почётный гражданин Великого Новгорода. Родился в городе Вятке.

- Воробьёв Алексей Константинович (1888—1937) — протоиерей, расстрелян по обвинению в антисоветской деятельности, реабилитирован в 1989 году. В 2000 году причислен к лику святых как мученик. Родился в деревне Антонково Уржумского уезда.
- Пепенин 3осима Алексеевич (1888—1937) — священник, расстрелян по обвинению в антисоветской монархической агитации, реабилитирован в 1989 году. Причислен к лику святых как священномученик в 2000 году. Родился в деревне Пепенино Яранского уезда.
- Иеромонах Матфей Яранский (1855—1927) — монах, служил в Филейском Александро-Невском монастыре и в Яранском Пророчицком монастыре, по преданию совершал чудодейственные исцеления. Причислен к лику местночтимых святых Вятской епархии. Родился в городе Вятке.
- Прокопий Вятский (1578—1627) — юродивый, предугадывал выздоровление и смерть больных, пожары. Причислен к лику святых. Родился в деревне Корякинской вблизи Хлынова.
- Епископ Даниил (1871—1932) — епископ Охотский, управляющий Камчатской, Забайкальской и Иркутской епархиями. Родился в селе Прокопьевское Слободского уезда.
- Митрополит Нестор (1885—1962) — митрополит Кировоградский и Николаевский, епископ Православной российской церкви, РПЦЗ и РПЦ. Родился в городе Вятке.